# Pavel Vilikovský
Pavel Vilikovský (27. červen 1941, Palúdzka, nyní součást Liptovského Mikuláše – 10. únor 2020) byl slovenský prozaik, překladatel a publicista. Bývá označován za nejvýraznějšího představitele postmodernismu ve slovenské literatuře. Stal se prvním slovenským spisovatelem, který dvakrát triumfoval v prestižní anketě Anasoft Litera hledající nejlepší slovenskou knihu roku a je stále jediným, kterému se dvakrát vyhrát podařilo (k roku 2021). K jeho nejdůležitějším dílům patří knihy Krutý strojvodca (1996), Čarovný papagáj a iné gýče (2005) nebo Prvá a posledná láska (2013).

## Životopis
Narodil se v rodině literárního historika a medievisty Jana Vilikovského. Vystudoval Gymnázium na Grösslingově ulici. V roce 1958 zahájil studia na FAMU v Praze, ale nedokončil je, místo toho vystudoval obor slovenština - angličtina na Filozofické fakultě Univerzity Komenského v Bratislavě. Absolvoval roku 1965. V letech 1964 – 1970 pracoval jako redaktor v časopise Slovenské pohľady, v letech 1970 – 1976 byl redaktorem vydavatelství Tatran, v letech 1976 – 1996 pracoval jako redaktor a šéfredaktor časopisu Romboid, byl též redaktorem slovenské verze časopisu Reader’s Digest. Věnoval se i překladatelské činnosti. Žil v Bratislavě. Je bratrem významného anglisty, překladatele, teoretika překladu, pedagoga a diplomata Jana Vilikovského.

## Tvorba
První prozaická díla uveřejňoval v časopise Mladá tvorba. Ve svých dílech zobrazoval životní pocity, touhy a postoje mladých lidí poválečné generace, jejich snahu najít zdroj lidského štěstí v opravdovosti citu, který získávají díky konfrontaci s nejvšednějšími věcmi světa. Snažil se také pochopit význam lidského jednání, polidšťoval osobnosti literární a národní tradice, které zbavoval mytických nánosů.
Více než příběh ho zajímalo samotné vyprávění příběhu. Používal přesné výrazy k vyjádření myšlenek, pocitů a dějů, ale zároveň pochyboval o tom, zda je slovo schopno být nositelem významu, dokonce pochyboval i o samotné existenci významu lidského jednání.
Kompoziční i námětová originálnost, nevšednost epických situací a prolínání úvahových i dějových prvků s využíváním jiných textů řadí tohoto autora k představitelům slovenské postmoderní literatury.
V překladatelské části své tvorby se věnoval zejména překladům z anglické a americké prózy (William Faulkner, Joseph Conrad, Virginia Woolfová, Kurt Vonnegut aj.); příležitostně však překládal i eseje (Thomas Stearns Eliot) a básně. Během 70. let se vypracoval na jednoho z nejkvalitnějších slovenských překladatelů z angličtiny.

## Ocenění
- Cena vydavatelství Slovenský spisovateľ 1996 za knihu Krutý strojvodca
- Cena Všeobecnej úverovej banky za nejlepší prózu za rok 1996 (Krutý strojvodca)
- Cena Dominika Tatarky za rok 1996 za knihu Krutý strojvodca
- Středoevropská cena (Vilenica 1999)
- 2x cena Anasoft litera – 2006 za knihu Čarovný papagáj a iné gýče, 2014 za knihu Prvá a posledná láska[2]